# Fazekas György (református lelkész)
Fazekas György (Nagykálló, 1770 – Nagykálló, 1843. december 6.) református lelkész.

## Élete
Fazekas György lelkész és Varjas Krisztina fia. 1787. április 26.-án Debrecenben az iskolai törvényeket aláirta és 1797–1798-ban főiskolai senior volt; azután külföldi akadémiákon tanult; hazajövetele után atyja mellett segédlelkész lett; 1801. február 22.-én a nagykállói egyház megválasztotta rendes lelkészének; sok és nagymérvű építkezéseket tett a kállói ekklézsiában, új leányiskolát szervezett, új fiúiskolát építtetett stb. Az ottani gimnáziumi tanításra halála napjáig nagy gondja volt. A vármegye táblabirája, tractualis al-, majd főjegyző és assessor, 1831-től esperes.

## Munkái
Keresztyéni szent elmélkedés az érdemes emberek eránt való tiszteletről és szeretetről, melyet… néh. Ujváry Désy Mihály urnak utolsó tisztességtétele alkalmatosságával jun. 7. 1826. elmondott. Debreczen, 1826.
Cikke: A szőllő fajtákról (Tudományos Gyűjtemény 1836. VIII.)